# Замбелли, Карлотта
Карло́тта Замбе́лли (фр. Carlotta Zambelli; 4 ноября 1875, Милан — 28 января 1968, Милан) — итальянская балерина, педагог и хореограф.

## Биография
В возрасте 7 лет поступила в балетную школу театра Ла Скала в Милане.
В 1894 году директор Парижской оперы Педро Гайяр (Pedro Gailhard) пригласил её на должность первой танцовщицы. В конце этого же года дебютировала на парижской сцене в опере «Фауст» (юбилейное, 1000-е исполнение) в «вариации с зеркалом». Первоначально была в тени другой итальянской балерины — Розиты Маури, хотя публика и отмечала чистоту её танца и блестящую технику (Замбелли особенно удавались многочисленные фуэте — техническая новинка того времени).
В 1898 году, после выхода Маури на пенсию, Замбелли заняла ставшее вакантным место балерины и к ней перешли главные партии в балетах «Маладетта» Жозефа Хансена и «Корригана» Луи Меранта
В 1901 году была приглашена в Санкт-Петербург, в Императорский Мариинский театр, на сцене которого танцевала главные партии в балетах «Жизель», «Коппелия», «Пахита». В Петербурге ей предложили подписать контракт на очень выгодных финансовых условиях, однако балерина предпочла вернуться в Париж.
В 1920—1935 годах руководила Балетной школой Парижской оперы.

## Образ в искусстве
Предположительно, Замбелли послужила прототипом танцовщицы Атикты (фр. Athikté) из эссе Поля Валери «Душа и танец» (1921).

## Признание
В 1956 году стала первым представителем мира танца — кавалером Ордена Почётного легиона.
Репетиционная студия под крышей Пале Гарнье была названа в её честь «Ротондой Замбелли».
На доме № 2 по улице Шаво-Лагард (Rue Chauveau-Lagarde), где балерина жила с момента своего приезда в Париж в 1894 году и практически до самой смерти, Ассоциацией балетных критиков установлена мемориальная доска в её честь.

## Репертуар
Парижская опера
- «Маладетта» Жозефа Хансена
- «Корригана» Луи Меранта
- 26 ноября 1902 — «Бахус»* Жозефа Хансена, композитор Альфонс Дювернуа
- 22 декабря 1905 — «Круговорот времён года»* Жозефа Хансена, композитор Анри Бюссе
- 25 ноября 1907 — «Ольховое озеро»* Жозефа Хансена (закончен Ванара́), композитор Марешаль
- Сванильда, «Коппелия» Артура Сен-Леона
- 30 марта 1908 — Намуна*, «Намуна» Лео Стаатса, композитор Эдуар Лало
- 5 февраля 1909 — Жавотта*, «Жавотта» Лео Стаатса, композитор Камиль Сен-Санс
- 16 февраля 1910 — Мими Пинсон*, «Праздник у Терезы» Терезы Стишель, композитор Рейнальдо Ан
- 30 октября 1912 — «Вакханки»* Ивана Хлюстина, композитор Альфред Брюно

(*) — первая исполнительница главной партии